# شانون جونسون
شانون جونسون (بالإنجليزية: Shannon Johnson)‏ مواليد 18 أغسطس 1974 في هارتسفيل، هي لاعبة كرة سلة أمريكية بدأت مسيرتها الاحترافية في سنة 1997. وتحمل الرقم 14. شاركت في دورة الألعاب الأولمبية الصيفية سنة 2004. اعتزلت اللعب في 2009.

## المسيرة الاحترافية
لعبت مع كونيتيكت صن في سنة 2003، ثم لعبت مع سان أنطونيو ستارز من سنة 2004 إلى 2006، ثم لعبت مع ديترويت شوك في سنة 2007، ثم لعبت مع هيوستن كومتز في سنة 2008، ثم لعبت مع سياتل ستورم في سنة 2009.

## روابط خارجية
- شانون جونسون على موقع الاتحاد الدولي لكرة السلة (الإنجليزية)
- شانون جونسون على موقع الاتحاد الوطني لكرة السلة النسائية (الإنجليزية)
- شانون جونسون على موقع كرة السلة الأوروبية.كوم (الإنجليزية)
- شانون جونسون على موقع كلية كرة السلة في سبورتس رفرنس.كوم (الإنجليزية)
- شانون جونسون على موقع بروبوليرز (الإنجليزية)
- شانون جونسون على موقع سبورتس رفرنس (الإنجليزية)
- شانون جونسون على موقع سبورتس رفرنس (الإنجليزية)
- شانون جونسون على موقع أوليمبيديا (الإنجليزية)